# Cạo lông

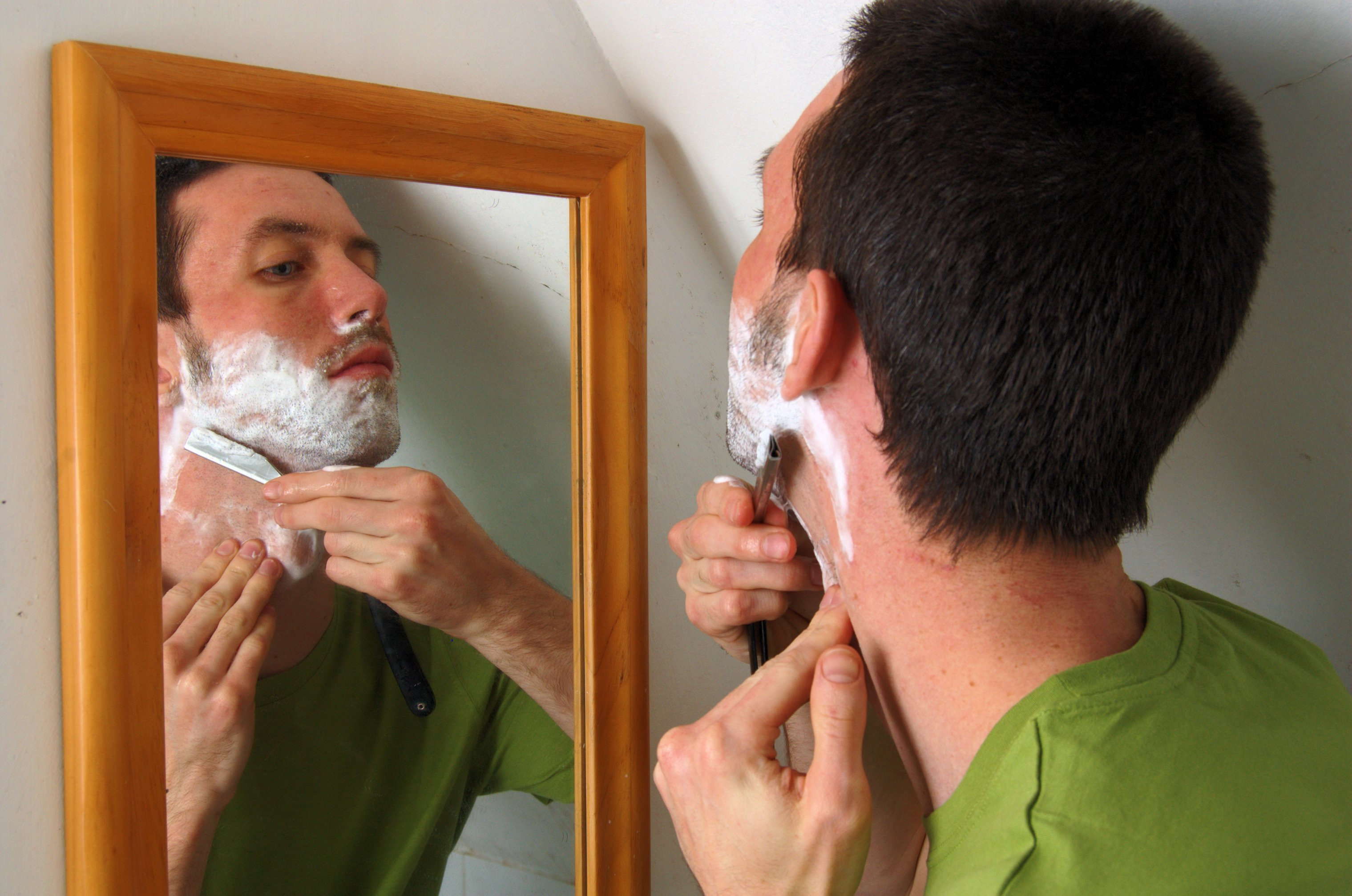
Một người đàn ông đang cạo râu.

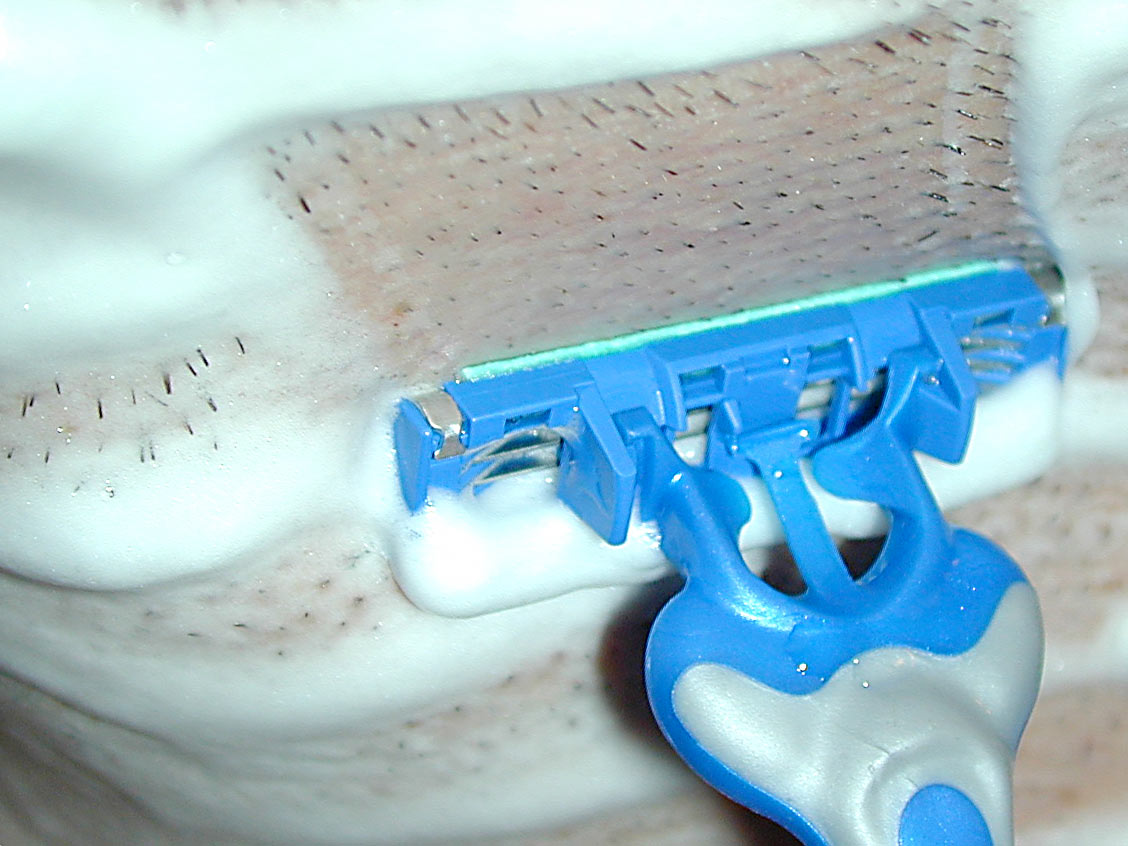
Cận cảnh một dao cạo cạo phần cằm.

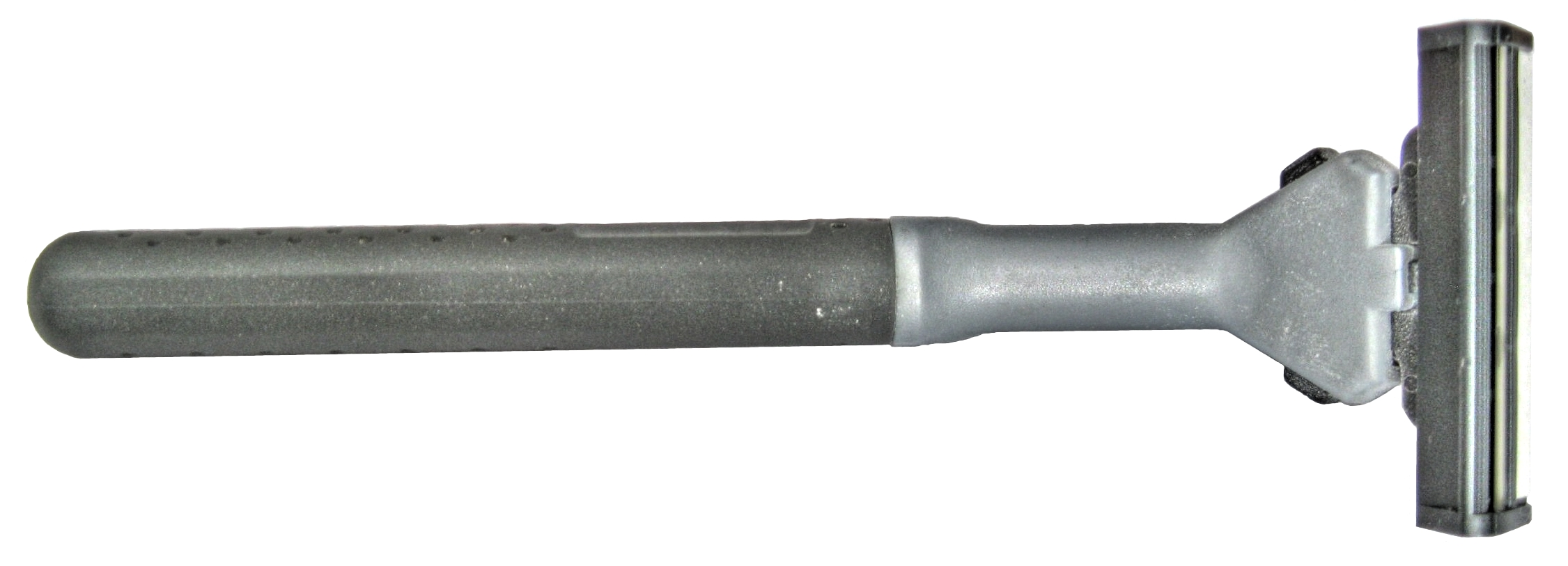
Dao cạo 2 lưỡi

Cạo râu/cạo mặt/cạo lông là việc loại bỏ lông trên người, bằng cách sử dụng dao cạo hoặc bất kỳ loại dao nào khác, để cắt nó ngắn sát da hoặc với độ cao tùy chọn. Cạo râu thường được nam giới thực hiện để loại bỏ lông mặt và được phụ nữ thực hiện loại bỏ lông chân và lông nách. Một người đàn ông được gọi là cạo sạch sẽ nếu toàn bộ râu của anh ta bị loại bỏ hoàn toàn.
Cả nam giới và phụ nữ đều cạo lông ngực, lông bụng dưới, lông chân, lông nách, lông mu, hoặc bất kỳ lông nào trên người. Cạo đầu phổ biến hơn ở đàn ông và thường có liên quan đến hành vi tốn giáo, quân đội và một số môn thể thao cạnh tranh như bơi, chạy và thể thao mạo hiểm. Trong lịch sử, cạo đầu cũng đã được sử dụng để làm nhục, trừng phạt và thể hiện sự tôn trọng quyền lực, và trong lịch sử gần đây hơn cạo đầu là một phần của nỗ lực gây quỹ, đặc biệt là các tổ chức nghiên cứu ung thư và các tổ chức từ thiện phục vụ bệnh nhân ung thư. Cạo đầu cũng đôi khi được bệnh nhân ung thư khi điều trị thực hiện, vì quá trình điều trị có thể dẫn đến rụng tóc một phần.

### Sách tham khảo
- . ISBN 0-87584-725-0. {{Chú thích sách}}: |title= trống hay bị thiếu (trợ giúp)|tựa đề= trống hay bị thiếu (trợ giúp)